# Alegeri în Polonia
Alegerile din Polonia oferă informații cu privire la alegeri și la rezultatul alegerilor din Polonia. Are un sistem politic alcătuit din multe partide. La nivel național un conducător al statului – președinte și o legislatură. Există de asemenea numeroase alegeri locale, referendum-uri și alegeri pentru Parlamentul European.
Polonia are o lungă istorie a alegerilor ce dateaza de cateva secole, incluzând alegerile Sejm din 1182 și monarhia electorală din 1569 până în 1795. Au fost alegeri și în perioada celei de-a doua Republici Poloneză (1918-1939) și in Republica Populară Polonă, cu toate că majoritatea alegerilor ulterioare au fost considerate ca fiind falsificate.
Sistemul politic al Poloniei este alcătuit din numeroase partide în care, de cele mai multe ori, nici un partid nu a avut șansa să câștige puterea singur, partidele fiind nevoite să lucreze împreună pentru a forma coaliția guvernamentală.

## Istorie
Polonia are o lunga istorie a alegerilor datând de mai multe secole de la primul Sejm in 1182. De la Parlamentul din 1493, regii Poloniei convocau Parlamentul și alegeri regionale o dată la 2 ani. Din 1573 sistemul alegerilor libere au impus alegerea regilor in timpul Sejm.
Primele alegeri libere, modern au avut loc in 1919, la 2 luni mai târziu după ce Polonia și-a câștigat independența in 1918. După Lovitura din Mai au existau întrebări cu privire la cât de libere sunt alegerile din Polonia, în special alegerile din 1930 numite de cele mai multe ori non-libere. S-a disputant cât de libere au fost alegerile care au avut loc în 1926; în particular, alegerile din 1930 sunt considerate non-libere. Președinții Poloniei au fost aleși de Parlament și Senat, nu printr-un vot popular. Înainte de 1922, Seful Statului în Polonia era numit Naczelnik Państwa. După Cel de-al Doilea Război Mondial, Polonia a devenit condusă de comuniști, care au fraudat alegerile din 1947 ca să se asigure ca ei controlează întreaga conducerea a Poloniei. Deși existau alegeri regulat în Polonia de atunci, nici o alegere până la cele din 1989 care au determinat căderea comunismului, nu a fost liberă. Doar alegerile din 1947 și 1989 pot fi considerate ca parțial libere. Toate celălalte au fost controlate. Nu au existat alegeri prezidențiale în tot restul perioadei, cu numirea președintelui Boleslaw Bierut de către Seim și desființarea Biroului prin Constituția din 1952. Alegerile din 1989, care au garantat partidelor poloneze comuniste și aliaților locuri joase, dar au oferit posibilitatea partidelor opoziției sa câștige, sunt considerate a fi alegeri semi-libere. Toate alegerile ulterioare, începând cu 1991 sunt considerate corecte și libere.

## Polonia modernă
Din 1991, alegerile din Polonia s-au desfășurat conform unui sistem parlamentar tipic. Polonia alege la nivel național un conducător al statului – președinte și o legislatură. Președintele e ales pentru o perioadă de 5 ani de către alegători. Adunarea Națională are 2 camere. Parlamentul (Seimul Poloniei) are 460 membri, aleși pentru 4 ani prin liste de partid in multi-mandate circumscripte cu un prag de 5% pentru partidele singure și 8% pentru coaliții. Senatul are 100 de membri, aleși pentru 4 ani în 40 de multi-mandate circumscripte. Din 1991 alegerile sunt supravegheate de Comisia Electorală Națională, a cărei diviziune administrativă se numește Biroul Național Electoral.